# Наталі Ґолда
Наталі Ґолда  (англ. Natalie Golda, 28 грудня 1981) — американська ватерполістка, олімпійська медалістка.

## Виступи на Олімпіадах
| Олімпіада  | Дисципліна | Місце |
| ---------- | ---------- | ----- |
| Афіни 2004 | водне поло | 3     |
| Пекін 2008 | водне поло | 2     |